# The Lovers Are Losing
The Lovers Are Losing è un singolo del gruppo musicale britannico Keane, pubblicato il 20 ottobre 2008 come secondo estratto dal terzo album in studio Perfect Symmetry.

## Promozione
Il 15 settembre 2008 il gruppo ha rivelato la copertina del singolo, mentre il giorno successivo è stato trasmesso in anteprima il 16 settembre 2008 su BBC Radio 1.

## Tracce
CD promozionale (Europa)
1. The Lovers Are Losing (Radio Edit) – 3:49
2. The Lovers Are Losing (Album Version) – 5:05

CD (Regno Unito), 7" (Regno Unito)
1. The Lovers Are Losing – 5:06
2. Time to Go – 3:50

Download digitale
1. The Lovers Are Losing (Live from The Forum) – 5:23
2. The Lovers Are Losing (Demo) – 5:16
3. The Lovers Are Losing (CSS Remix) – 4:34

## Formazione
Hanno partecipato alle registrazioni, secondo le note di copertina di Perfect Symmetry:
Gruppo
- Tom Chaplin – voce, chitarra
- Tim Rice-Oxley – tastiera, chitarra, percussioni, cori
- Richard Hughes – batteria, percussioni, cori

Altri musicisti
- Jesse Quin – basso, percussioni, cori

Produzione
- Keane – produzione
- Jake Davies – ingegneria del suono
- Mark "Spike" Stent – missaggio, produzione aggiuntiva
- Scott Johnson – registrazione
- Stephen Marcussen – mastering

## Classifiche
| Classifica (2008) | Posizione massima |
| ----------------- | ----------------- |
| Belgio (Fiandre)  | 50                |
| Norvegia          | 19                |
| Paesi Bassi       | 84                |
| Regno Unito       | 52                |